# Kökénycserjések

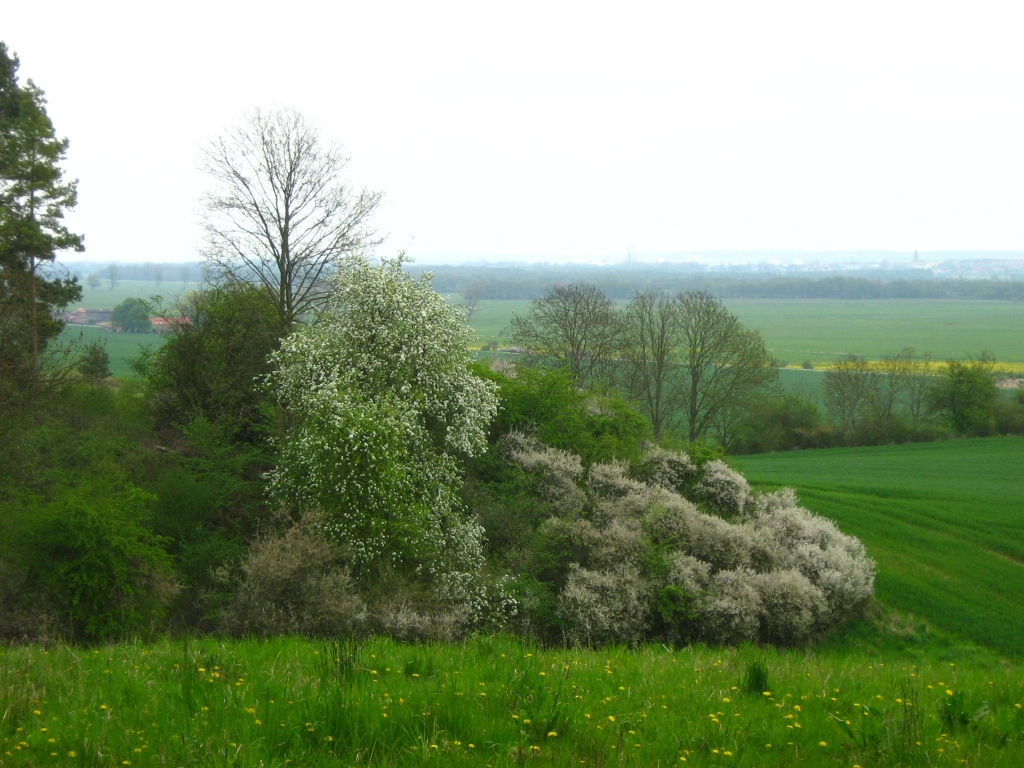

A kökénycserjések (avagy xeroterm cserjések, Prunetalia spinosae, illetve Prunetalia R. Tx., 1952) a száraz és mezofil cserjések (avagy száraz cserjések és erdőszegélyek, Rhamno-Prunetea Rivas-Goday et Borja-Carbonell 1961) növénytársulástani osztályának egyetlen, Magyarországon is előforduló rendje.

## Elterjedésük, termőhelyük
Túlnyomórészt száraz, meleg erdőszélek másodlagos cserjevegetációi. Típusos termőhelyeik:
- a hegyvidékek déli lejtőin,
- az erdős sztyepp öv erdeinek szegélyén (löszön és homokon), illetve
- az erdők kivágása után önálló vegetációtípusként maradnak fenn.

## Rendszertani felosztásuk
Magyarországon a rend három társuláscsoportjának összesen nyolc társulásával képviselteti magát:
1. melegkedvelő szubmediterrán cserjések (Berberidion Br-Bl.) három hazai társulással: 
- galagonya-kökény cserjés (Pruno spinosae-Crataegetum Soó, (1927) 1931),
- fagyal-kökény sövény (Ligustro-Prunetum R. Tx., 1952),
- madárbirscserjés (Cotoneastro tomentosi-Amelanchieretum Jakucs 1961,

2. kontinentális sztyeppcserjések (Prunion spinosae Soó, 1947) három hazai társulással: 
- csepleszmeggyes (Prunetum fruticosae Dziubaltovski 1926),
- törpemandulás (Prunetum tenellae Soó, 1947
- sajmeggysövény (Cerasetum mahaleb Oberd. & T. Müller, 1979),

3. szubkontinentális sziklai cserjések (Spiraeion mediae Borhidi & Varga Z., 1999) két hazai társulással:  
- déli gyöngyvesszőcserjés (Helleboro odori-Spiraeetum mediae Borhidi & Morschhauser, 2003 ass. nova hoc loco),
- középhegységi gyöngyvesszőcserjés (északi gyöngyvesszőcserjés, Waldsteinio-Spiraeetum mediae (Mikyska 1931) Máthé & Kovács, 1964)